# Niederreuth (Dietramszell)
Niederreuth ist ein Ortsteil der oberbayerischen Gemeinde Dietramszell im Landkreis Bad Tölz-Wolfratshausen. 

## Lage
Der Weiler liegt etwa zweieinhalb Kilometer südwestlich von Dietramszell. 

## Gemeindezugehörigkeit und Einwohner
Der Weiler gehörte zu der am 1. Mai 1978 aufgelösten Gemeinde Kirchbichl; während der Hauptort und weitere Ortsteile nach Bad Tölz eingegliedert wurden, schloss sich der nördliche Gemeindeteil, darunter auch Niederreuth, der Gemeinde Dietramszell an.
Bei der Volkszählung 1987 hatte der Ort acht Einwohner.

## Baudenkmäler
Eingetragene Baudenkmäler bestehen in dem Weiler nicht.